# Bajka o carze Sałtanie (film 1984)

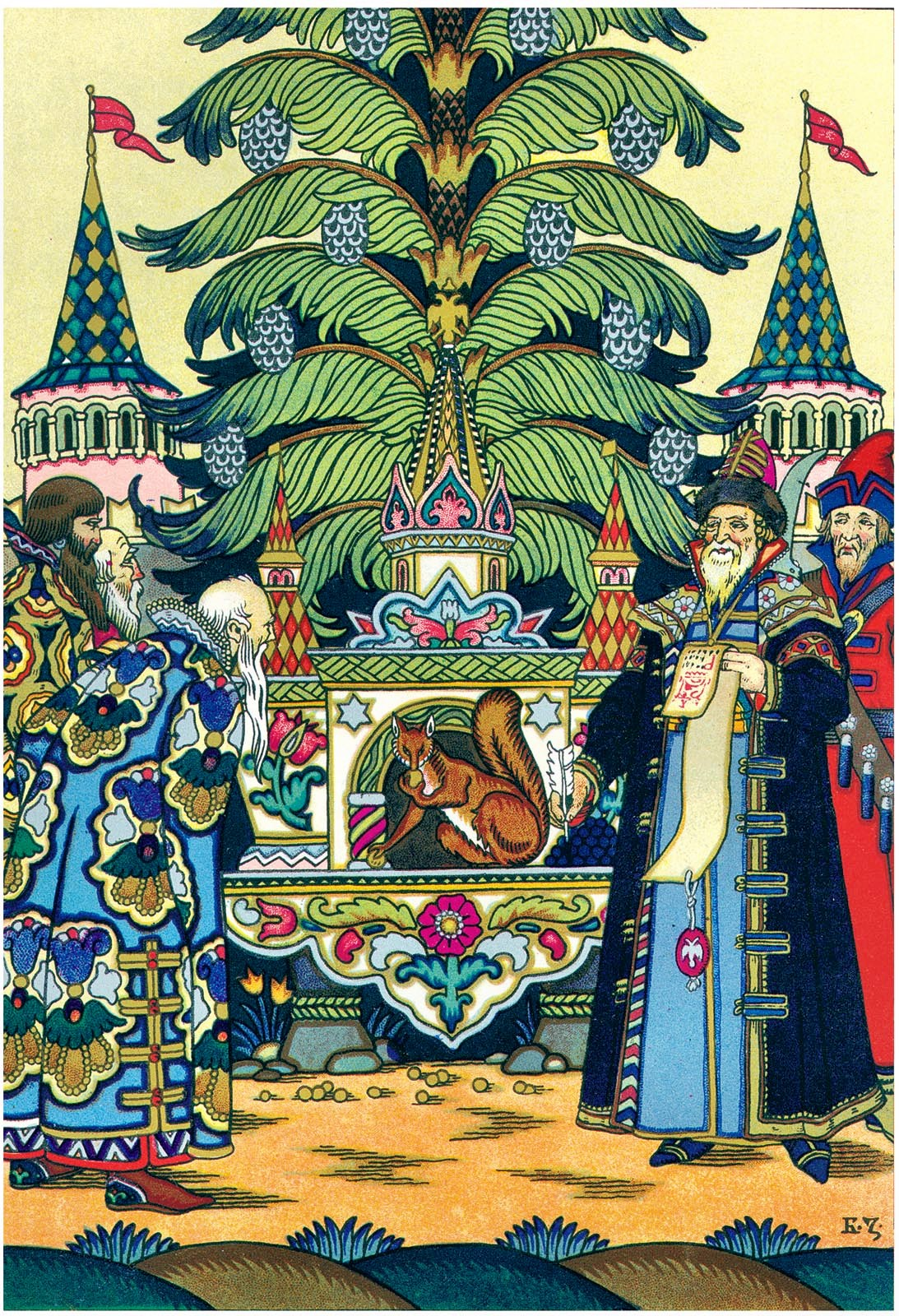
Śpiewająca wiewiórka, mieszkająca w kryształowym domku, gryząca złote orzeszki ze szmaragdowymi jądrami – ilustracja Borisa Zworykina do „Bajki o carze Sałtanie”.

Bajka o carze Sałtanie / Kniaź, Łabędź i Car Sałtan / Książę i łabędź (ros. Сказка о царе Салтане, Skazka o carie Sałtanie) – radziecki średniometrażowy film animowany z 1984 roku w reżyserii Iwana Iwanowa-Wano oraz Lwa Milczina powstały na podstawie baśni Aleksandra Puszkina o tej samej nazwie.

## Animatorzy
Nikołaj Fiodorow, Wiktor Lichaczow, Antonina Aloszina, Marina Rogowa, Anatolij Abarenow, Aleksandr Panow, Władimir Zarubin, Jurij Mieszczerjakow, Władimir Krumin, Siergiej Awramow

## Obsada (głosy)
- Michaił Zimin jako Car Sałtan
- Roman Filippow
- Natalia Boronina jako caryca
- Ałła Pokrowska jako tkaczka
- Ludmiła Iwanowa
- Anastasia Zujewa jako swatka – baba Babarycha
- Nikołaj Grabbe
- Marija Winogradowa jako kucharka
- Boris Nowikow
- Aleksiej Zołotnicki jako Kniaź Gwidon Sałtanowicz

## Wersja polska
Pierwsza wersja została wyemitowana w TVP1 w ramach serii Michaił Baryszkov przedstawia Opowieści z dzieciństwa, emitowana w dwóch częściach, oraz wydana na VHS przez Demel pod tytułem Książę, Łabędź i Sułtan, wraz ze filmem Złoty Kogucik. Druga wersja została wydana na DVD w serii Michaił Barysznikow – bajki z mojego dzieciństwa przez wydawnictwo Propaganda pod tytułem Książę i Łabędź